# Xanthia icteritia
The Sallow (Xanthia icteritia) là một loài bướm đêm thuộc họ Noctuidae. Loài này có ở miền Cổ bắc.
Sải cánh dài 27–35 mm. Con trưởng thành bay từ tháng 7 đến tháng 10 tùy theo địa điểm.
Ấu trùng ăn liễu và dương.

## Hình ảnh

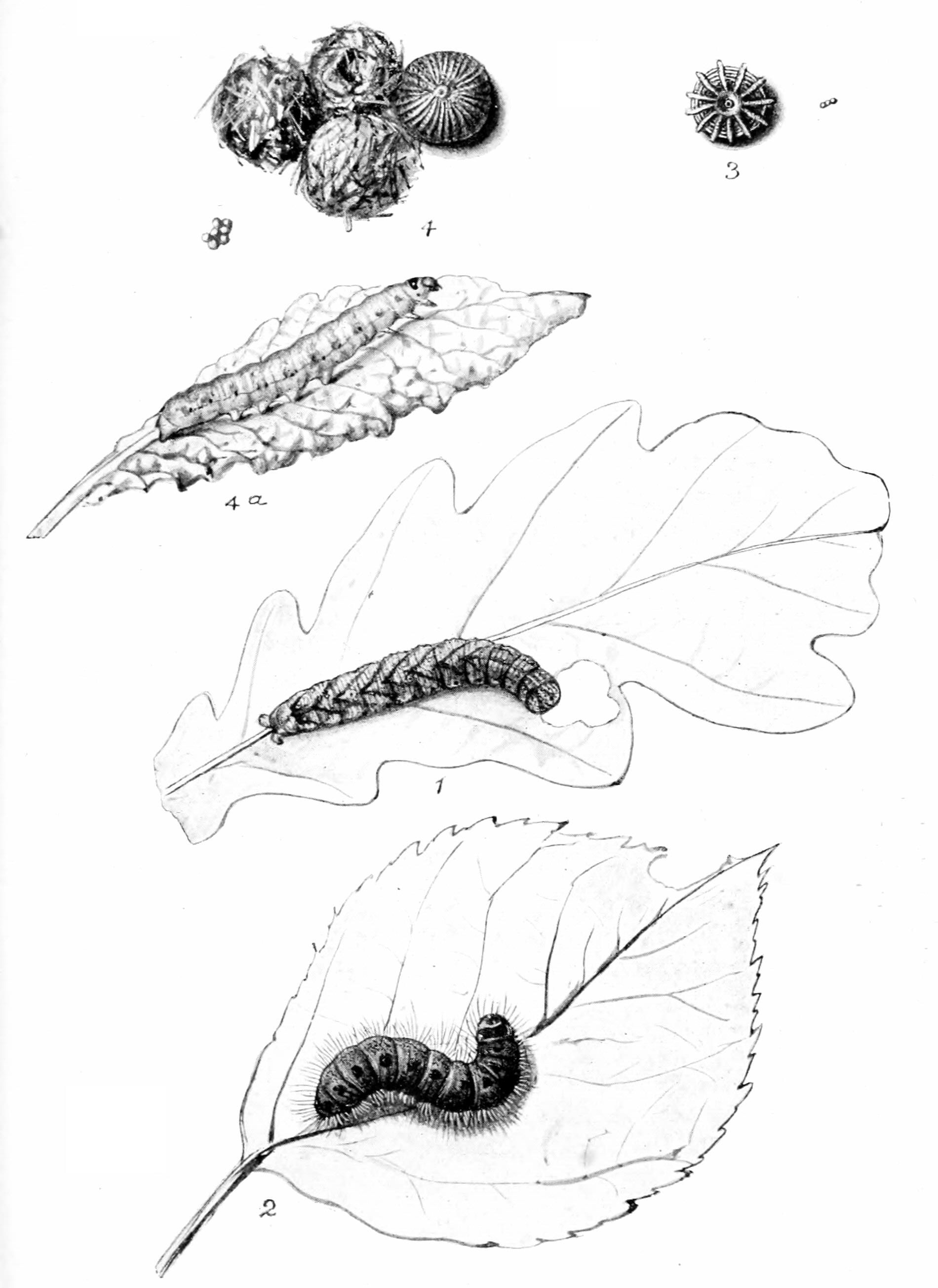
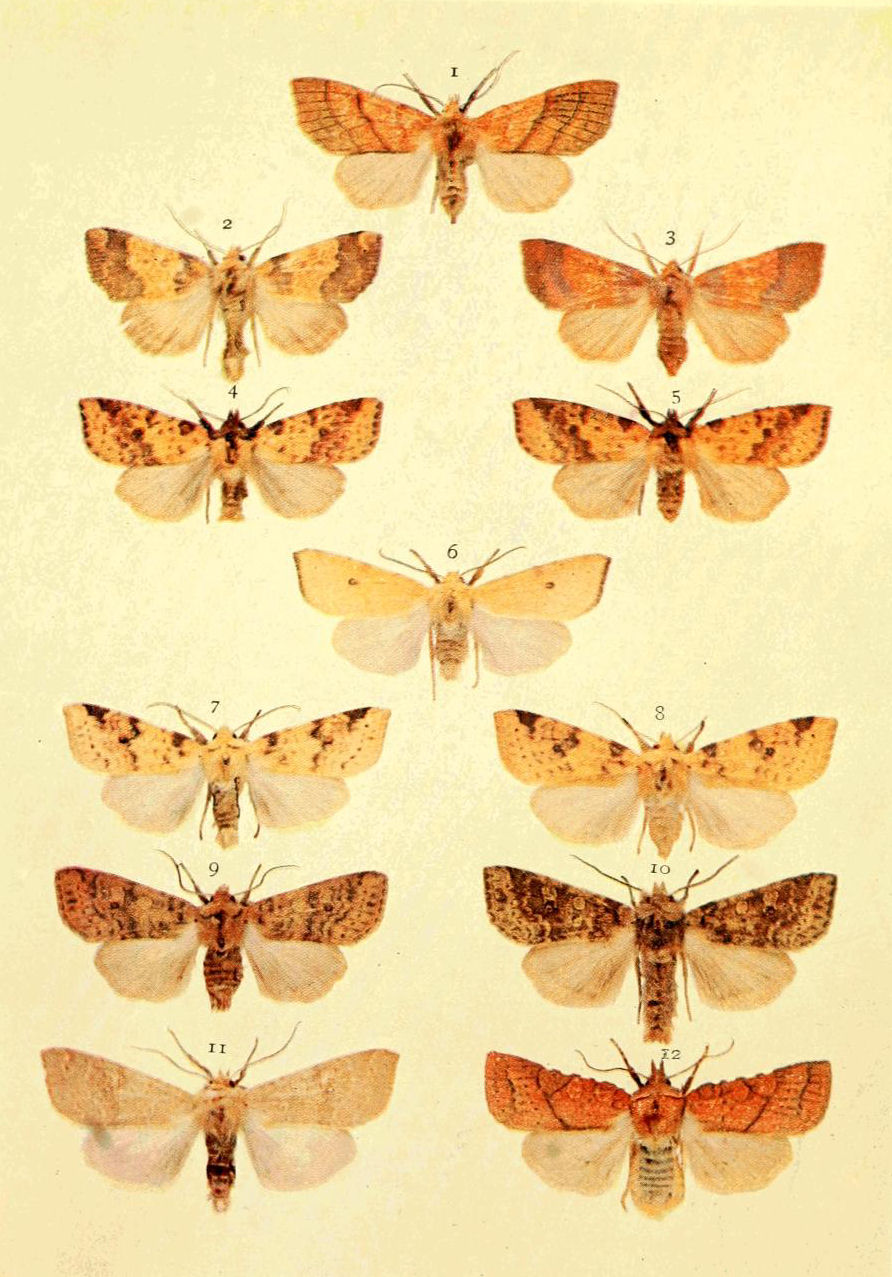
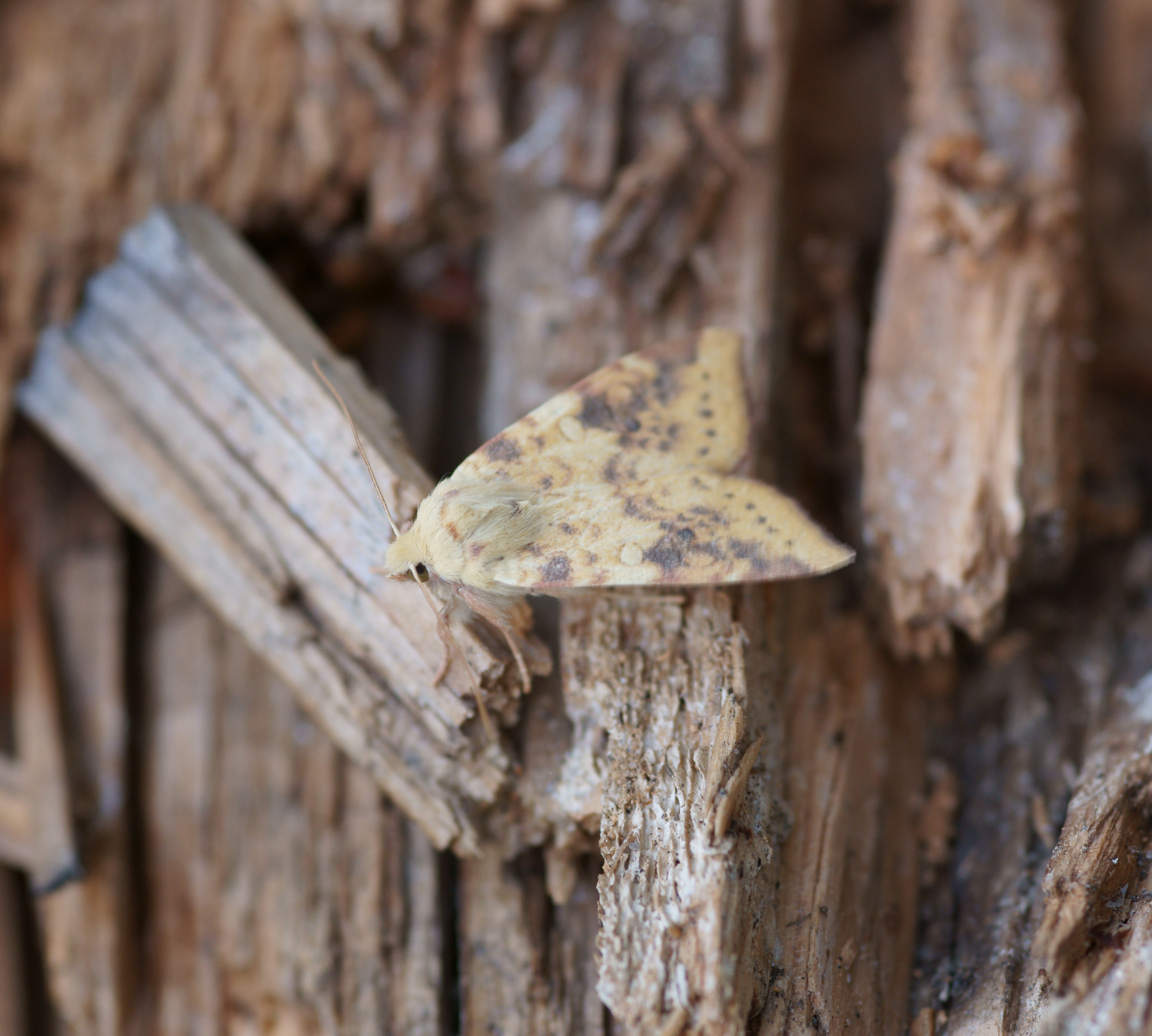
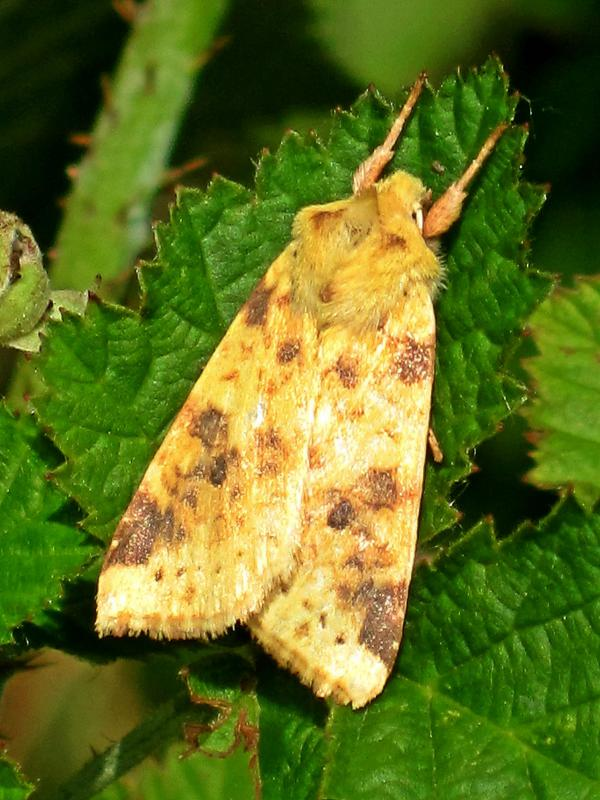